# The Sorrow
The Sorrow è un personaggio della serie Metal Gear. È il soldato-medium dell'Unità Cobra. Benché egli non abbia abilità di combattimento uniche nel genere come gli altri membri dell'unità, The Sorrow possiede poteri soprannaturali: è in grado di evocare i morti e assumere le loro abilità di combattimento portando il loro spirito dentro il suo corpo. Comunicare con i soldati morti inoltre gli permette di ottenere alcuni vantaggi, come scoprire le posizioni nemiche. Come gli altri membri dell'Unità Cobra, il suo nome in codice riflette l'emozione che lo pervade durante la battaglia: il dispiacere.

## Storia
The Sorrow nasce nei primi anni del Novecento. Combatté assieme a The Boss e all'Unità Cobra nella seconda guerra mondiale ed ha partecipato allo sbarco in Normandia il 6 giugno 1944. Proprio in quei giorni The Boss diede alla luce suo figlio, tale Ocelot, che però venne rapito dai Filosofi.
Dopodiché lavorò per l'Unione Sovietica. In questo periodo diventa un doppio agente dell'URSS dopo essere stato convinto da The Boss ed aver consegnato dei falsi progetti di uno degli Sputnik. Dopo il fallimento della missione Mercury da parte di The Boss, che consisteva nell'apprendere le reazioni del corpo umano nello spazio, The Sorrow rincontrò la sua amata nel 1962 a Tselinoyarsk. Qui The Sorrow scopre che The Boss è stata mandata dai Filosofi per ucciderlo. Poco prima di sparare The Sorrow disse a The Boss: "Lo spirito del guerriero sarà sempre con te!". Dopo queste parole The Boss sparò, a malincuore, al compagno nell'occhio sinistro, uccidendolo.

## Operazione: Snake Eater
Nonostante fosse clinicamente morto lo spirito di The Sorrow rimase nel posto in cui fu ucciso dalla sua amata. Durante la Guerra Fredda i membri dell'Unità Cobra superstiti vennero riuniti da The Boss per essere reclutati dal colonnello Volgin del GRU per rapire uno scienziato esperto di razzi, Sokolov. Proprio la presenza di The Boss attirò lo spirito di The Sorrow in quel luogo, allontanandolo da Tselinoyarsk. Lo spirito di The Sorrow accompagnò The Boss e tutti i suoi vecchi amici dell'Unità Cobra durante quella missione. Molto probabile i suoi compagni sentirono la sua presenza in quanto The Fury, dopo essere stato sconfitto accenna brevemente a lui. Il suo fantasma compare anche diverse volte a Naked Snake durante il ritorno a Tselinoyarsk nell'operazione Snake Eater anche aiutandolo qualche volta nel corso della sua missione. Snake incontra ancora una volta The Sorrow nel regno degli spiriti dopo un salto da una cascata. Qui è costretto a camminare lungo un fiume senza fine cosicché possa sentire "il dolore di quelli alla cui vita hai posto fine", inclusi i membri dell'Unità Cobra e dicendo che in lui risiedono "le tenebre e la luce" che duellano costantemente. Tale concetto viene spiegato da EVA a Solid Snake in Guns of the Patriots. The Sorrow affiancherà Naked Snake nel Groznyj Grad indicandogli quanto tempo ha prima che gli esplosivi di C3 distruggano l'hangar dello Shagohod. Fa un'ultima apparizione alla fine dell'operazione affiancato dallo spirito di The Boss nel Rokovoj Bereg e svanendo insieme.

## Guns of the Patriots
Il suo spirito fa una breve apparizione nel 2014 in Metal Gear Solid 4: Guns of the Patriots alla fine del combattimento con Screaming Mantis dove riporterà nel regno degli spiriti Psycho Mantis ed apparendo incappucciato a Solid Snake gli dirà l'ultima frase che disse a The Boss il giorno della sua morte: